# Heuchera easthamii
Heuchera easthamii är en stenbräckeväxtart som beskrevs av James Jim Alexander Calder och Savile. Heuchera easthamii ingår i släktet alunrötter, och familjen stenbräckeväxter. Inga underarter finns listade i Catalogue of Life.